# وينسلو بريغز
وينسلو بريغز (بالإنجليزية: Winslow Russell Briggs)‏ هو عالم نبات وأحيائي أمريكي، ولد في 29 أبريل 1928 في سانت بول في الولايات المتحدة، وتوفي في 11 فبراير 2019.